# 强无神论和弱无神论
消极无神论，也称为弱无神论或软无神论，持有此观点的人不相信任何神明的存在，但未必明确声称神明不存在。积极无神论，也称为强无神论或硬无神论，則是明确声称世界上不存在神明。
“弱无神论”和“强无神论”这两个概念由安东尼·弗卢于1976年使用，自1990年起出现于乔治·H·史密斯和迈克尔·马丁的著作中。

## 使用范围
因为“上帝”这个概念的灵活性，一个人可能在特定神的概念下是积极/强无神论者，在其他概念下保持消极/弱无神论态度。比方说，古典有神論的上帝常被看作一种全能、全知、无所不在、全善、关心人类和人类事务的超人类存在。一个人可能是这样一位神明的积极无神论者，而对于上帝的自然神论概念来说是一个消极的无神论者，拒绝相信这样一位神明但没有明确断言它是错误的。
强弱无神论这个概念常被哲学家乔治·H·史密斯用作较不常用的显无神论和隐无神论分类法的同义词，还与个人是否认为上帝不存在的特定观点相关。  “强”无神论者明确声称任何神明的存在都是伪命题。“弱”无神论者声称自己并不相信任何神明的存在，但未必声称“神明不可能存在”就是真命题。那些不相信任何神明存在，但并不断言这种不相信的人包含于隐无神论者之中。而“隐”无神论者则包含下列类别：儿童和从未听说过神明的成年人；听说过神明但未曾深度考虑过这些观点的人们；对神明持保留态度但并不排斥的不可知论者。所有隐无神论者都包含于消极/弱无神论者范畴中。
不可知论属于无神论分类下的弱无神论。然而这种分类方式的有效性备受争议，包括理查德·道金斯在内的几位著名无神论者持反对态度。在《上帝错觉》一书中，道金斯将认为上帝存在的概率介于“很高”和“很低”的人描述为“不可知论者”，并为声称自己知道上帝不存在的人保留“强无神论者”这个概念。在此标准下，他将自己归类为“事实上的无神论者”但不属于“强无神论者” 。  哲学家安东尼·肯尼则更进一步区分弱无神论和不可知论：他发现命题“上帝存在”真伪无法确定，以及认为所有关于上帝的讨论均无意义的意识形态非认知主义者。

## 其他含义
雅克·马里顿最早于1949年使用强/弱无神论这两个短语，但意义完全不同，且处在严格的天主教护教士语境下。
戈帕拉朱·拉马钱德拉·拉奥（1902–1975），世称Gora，是一位印度社会改革家、反种姓激进人士、无神论者。他在自己1972年出版的《积极无神论》一书中提出一种自称为“积极无神论”的哲学，这种哲学将无神论看作一种生活方式。
类似地，奥斯汀无神论者社群（ACA）将积极无神论定义为以积极的态度面对无神论，抛弃掉有宗教信仰者描绘的虚假消极无神论形象，在崇拜领域中尤其应该这样。《积极无神论杂志》 “将无神论看作一种积极健康的观念——比任何有神论观点还要健康的观念”。
不可知论者未必仅仅是隐无神论者。这样的例子有创作出以无神论为重要主题的幻想小说黑暗元素三部曲的英国作家菲力普·普曼。他是一位显无神论者，但也描述自己技术上是不可知论者。

## 另请参见
- 反神论
- 漠视主义
- 非有神论